# Università metropolitana di Cardiff
L'Università metropolitana di Cardiff (in inglese: Cardiff Metropolitan University, in gallese: Prifysgol Fetropolitan Caerdydd) è un'università moderna a Cardiff, nel Galles (precedentemente nota come UWIC). Opera da due campus a Cardiff: Llandaff su West Parade e Cyncoed. Serve oltre 12.000 studenti. Conosciuta come Istituto dell'Università del Galles, Cardiff (in inglese: University of Wales Institute, Cardiff). L'11 ottobre 2011 l'istituto ha cambiato il proprio nome in Università metropolitana di Cardiff in linea con l'offerta di successo del Consiglio privato per un cambio di nome presentato l'anno precedente. Il nome è entrato in vigore il 1º novembre 2011.
L'Università metropolitana di Cardiff organizza corsi di arte e design, ingegneria, scienze, economia e tecnologia dell'informazione, formazione degli insegnanti, scienze umane, scienze sociali, salute, sport, turismo e tempo libero. Serve sia studenti universitari che post laurea a tempo pieno e part-time, oltre a offrire una serie di opportunità di ricerca.

## Storia

### Origini
Nel 1865 è stata aperta la School of Art nel vecchio edificio della Free Library, St. Mary Street. Nel 1900, si è trasferita negli edifici tecnici a Dumfries Place. Si trasferisce di nuovo nel 1949, a The Friary.
Intorno al 1940, fu aperto il Cardiff College of Food Technology and Commerce in Crwys Road.
Nel 1950 è stato aperto il Cardiff Training College a Heath Park e il Llandaff Technical College a West Parade nel 1954, per studenti di scienze della salute, design e ingegneria. Questo college si trasferì in un campus a Cyncoed nel 1962, che ora ospita le scuole di educazione e sport dell'UWIC.
Nel 1965, il college d'arte, ora noto come Cardiff School of Art and Design, si trasferì in un nuovo campus a Howard Gardens, dove ancora oggi si trova il dipartimento artistico dell'UWIC.
Il College of Food Technology and Commerce si trasferì in un nuovo campus su Chester Colun Avenue nel 1966, che divenne la sede di studenti di business, tempo libero, ospitalità, turismo e alimentazione. Il campus rimane la casa di questi studenti fino ad oggi.

### Unificazione
I quattro college si fusero nel 1976, formando il South Glamorgan Institute of Higher Education. Il nome è stato cambiato nel 1990, in Cardiff Institute of Higher Education, in preparazione per la sua incorporazione.
Nel 1992, l'Istituto è entrato a far parte dell'Università del Galles come ente indipendente, non più sotto il controllo del Consiglio di contea.
Nel 1993 sono stati conferiti poteri di insegnamento dal Consiglio privato. In agosto ha ottenuto il diritto di conferire i propri diplomi, ma ha invece scelto di consolidare i suoi legami con l'Università del Galles. L'Istituto ha ricevuto lo status di University College all'interno dell'Università del Galles nel 1996 ed è stato ribattezzato Istituto dell'Università del Galles, Cardiff.
Nel 1999 è stato aperto il National Indoor Athletics Center nel campus di Cyncoed.
Nel 2003, l'istituto è entrato a far parte dell'Università del Galles.
Nel 2004 è stato lanciato il consorzio FE2HE-UWIC, una partnership congiunta per l'istruzione superiore e ulteriore con Barry, Bridgend, Ystrad Mynach e Glan Hafren, Cardiff; Il St David's Catholic College, Cardiff, si è unito al consorzio nel 2009.
Nel 2006, la London School of Commerce è diventata Associate College dell'UWIC.
UWIC ha stabilito un record quando le è stato assegnato il Charter Mark (per l'eccellenza nei servizi pubblici) per la quinta volta ed è stato anche riconosciuto dalla Quality Insurance Agency per l'elevato standard del suo funzionamento accademico.
Con il suo nome precedente (University of Wales Institute, Cardiff), l'università ha ricevuto i suoi diplomi dall'Università di Cardiff. Tuttavia, l'università ha terminato la sua associazione formale con l'Università del Galles ed è stata ribattezzata Cardiff Metropolitan University nel novembre 2011. L'università assegnerà ora tutti i suoi diplomi a proprio nome.

### Nuovi sviluppi
Nel 2009 ha lanciato la Fondazione UWIC, che sarà finanziata da contributi di beneficenza, per aumentare l'elevato standard di insegnamento e ricerca. Un Food Industry Center è stato aperto a Llandaff, con l'apertura di un campus polivalente a Cyncoed a Cyncoed in autunno, per un costo di 4,9 milioni di sterline.
UWIC conta ora oltre 12.000 studenti provenienti da oltre 128 paesi in tutto il mondo, inclusi molti studenti che studiano all'estero, come a Londra, Kuala Lumpur, Dacca e Singapore. Con un fatturato annuo di oltre 75 milioni di sterline, è in corso la costruzione di un nuovo edificio da 20 milioni di sterline che ospiterà la Cardiff School of Management a Llandaff e prevede di istituire nuovi centri di apprendimento all'estero in Australia, Bulgaria, Marocco ed Egitto.
UWIC è in grado di offrire strutture moderne di altissima qualità. Negli ultimi anni sono stati effettuati investimenti significativi; 50 milioni di sterline furono spesi per sviluppare le proprietà da sola.
Lo sviluppo menzionato dal Ministero dell'Istruzione di Singapore e dal Consiglio per lo sviluppo economico mira a sostenere lo sviluppo di un edificio con marchio UWIC nel campus EASB nel 2009, noto come Asia Campus UWIC. UWIC offre lauree in franchising in una varietà di materie tra cui contabilità, International Hospitality Management e un Master in Business Administration, ha anche iniziato a offrire un Bachelor of Arts in Management e Business Studies all'inizio del trimestre accademico 2009.